# リカルド・ロジェーリオ・デ・ブリト
アレモン（Alemão）こと、リカルド・ロジェーリオ・デ・ブリト（Ricardo Rogério de Brito, 1961年11月22日 - ）は、ブラジル・ミナスジェライス州ラヴラス出身の元サッカー選手、サッカー指導者。元ブラジル代表。ポジションは守備的ミッドフィールダーであった。
ニックネームの「アレモン (Alemão)」はポルトガル語でドイツ人の意味であリ、金髪であることからボタフォゴ時代に呼ばれるようになった。ブラジル代表としてプレーした、1986年のワールドカップ・メキシコ大会では5試合にフル出場、レベルの高いプレーを披露、1990年のワールドカップ・イタリア大会でもレギュラーを務め4試合に出場した。
1988年にアトレティコ・マドリードからSSCナポリへ移籍、ディエゴ・マラドーナらと共にセリエA優勝、UEFAカップ優勝も果たした。

## 代表歴
- 1984年 - 1992年 ブラジル代表
  - 代表通算 - 39試合6得点
  - 1986年 - メキシコW杯
  - 1989年 - コパ・アメリカ (優勝)
  - 1990年 - イタリアW杯